# SIAE
SIAE (итал. Società Italiana degli Autori ed Editori) — итальянское общество авторов и издателей. Основано в 1882 году в Королевстве Италия. Общество является монопольным посредником между авторами музыкальных произведений и потребителями. Занимается экономическими вопросами, а именно: получением и распределением денег (авторского вознаграждения) за публикацию итальянских музыкальных произведений, защищённых авторским правом. 
В 2000—2010-х годах общество отметилось спорным решением требовать оплаты «Private Copy Siae Tax» (Право на вознаграждение за свободное воспроизведение фонограмм и аудиовизуальных произведений в личных целях) для каждого пустого компакт-диска, диска DVD и HDD диска, проданного в Италии с 2001 года.
В период с 2013 по февраль 2015 года президентом общества SIAE был композитор Джино Паоли. Паоли подал в отставку после того, как он был уличён в уклонении от уплаты налогов; В настоящее время президентом общества является Филиппо Сугар.

## История
Общество SIAE было основано в Милане, Королевство Италия, 23 апреля 1882 года. Среди первых, кто вошёл в эту организацию были итальянский поэт Джозуэ Кардуччи (1835—1907) и итальянский музыкант Джузеппе Верди (1813—1901).

### Отставка президента за уклонение от уплаты налогов
В феврале 2015 года полиция провела обыск в резиденции президента SIAE и в ассоциации Джино Паоли по подозрению в незаконном уклонении налогов в размере двух миллионов евро в 2009 году.
После обыска и проведения расследования в деле об уклонении от уплаты налогов был избран новый президент общества — Филиппо Сугар).

### Налогообложение на носители информации
В 2015 году Парламент Европейского союза постановил, что монополия SIAE на налогообложение носителей информации, телевизоров и смартфонов должна закончиться к апрелю 2016 года.
В 2010 году монополия SIAE принесла итальянским правообладателям около 13,5 миллионов евро убытков из-за неэффективности работы общества по сравнению с аналогичными обществами в странах без монополии.

## Отчетность
В финансовой отчётности за 2013 год SIAE:
- имело убыток в размере 27 миллионов евро;
- собрано средств от использования авторских прав и частного копирования на общую сумму в 589 миллионов евро, из которых 464 были распределены авторам.

## Доходы
Начиная с 2001 года SIAE собирает налог на частное копирование на медиа-устройства хранения данных, проданных в Италии. При этом предполагается, что пользователь будет хранить у себя копию защищённого авторскими правами материала. Профилактические налогообложения применяется на фотографические плёнки, компакт кассеты, VHSs, компакт-диски, DVD-диски, HD и DVD-диски, диски Blu ray, оптические приводы, жесткие диски, USB флэш накопители, карты памяти, персональные компьютеры, ТВ приставки, цифровые медиа-плееры, мобильные телефоны и другое.
Общая сумма поступлений оценивается в 300 млн евро в год. Несмотря на это, SIAE заявляет, что оно не полностью удовлетворено указанной суммой.
27 ноября 2013 года итальянский министр Массимо Брай поддержал решение установить новые налоги, собираемые обществом. Это касается налогов на такие товаров, как телевизоры высокой четкости и видеорекордеры.
15 декабря 2013 года общество SIAE участвовало в написании новой поправки к закону, что привело к увеличению поступлений налогов на сумму около 150 000 000 евро за 2014 год от налога на смарт-телевизоры, жёсткие диски, чистые DVD-диски, компакт-диски и смартфоны (все товары, которые продаются без медиа-контента).

### Налогообложение на трейлеры фильмов
В октябре 2011 года SIAE начала собирать лицензионный сбор с сайтов, на которых размещаются трейлеры к фильмам, которые ещё недавно считались «добросовестным использованием» для рекламных целей. Этот сбор составляет от 1000 евро в год и будет оплачиваться, даже если видео является встроенным и находится на другом сайте. Это решение вызвало критику известных режиссёров и актёров и привело к стиранию видео-контента на некоторых сайтах.

## Распределение
Музыканты, поэты-песенники и композиторы в Италии должны зарегистрироваться в обществе (регистрационный взнос составляет 129,59 евро, ежегодные сборы — 151,81 евро). Авторы, которые решили зарегистрироваться, могут (с дополнительной оплатой) зарегистрировать свои произведения под псевдонимом или профессиональным именем.
Обязательный взнос публикаторов в SIAE даёт разрешение для музыкантов, групп и диджеев исполнять итальянскую музыку, защищённую авторским правом.

### Дисбаланс в распределение авторского вознаграждения
- 65 % авторов, зарегистрированных в SIAE, получают авторское вознаграждение на сумму меньше, чем их регистрационные сборы[27].
- Голосования в обществе не является одинаковым для всех членов и варьируется в зависимости от суммы авторского вознаграждения, получаемого членом общества[28][29][30].
- В 2013 году наибольшая часть доходов (46 000 000 евро) была распределена среди всего 146 артистов. В 2013 году большую часть вознаграждения получил Микеле Гуарди[итал.] — директор итальянского ТВ-шоу Unomattina[итал.] и Domenica in[итал.][31].